# Međurić
Međurić (česky Mezurač) je vesnice v Chorvatsku v Sisacko-moslavinské župě, spadající pod opčinu města Kutina. Nachází se asi 13 km jihovýchodně od Kutiny. V roce 2011 zde žilo 485 obyvatel. V roce 1991 bylo 42,63 % obyvatel (243 z tehdejších 570 obyvatel) české národnosti.

## Sousední sídla
| Růžice kompasu | Veliko Vukovje | Kaniška Iva | Antunovac  | Růžice kompasu |
| Růžice kompasu | Zbjegovača     | Sever       | Poljana    | Růžice kompasu |
| Růžice kompasu | Zbjegovača     | Međurić     | Poljana    | Růžice kompasu |
| Růžice kompasu | Zbjegovača     | Jih         | Poljana    | Růžice kompasu |
| Růžice kompasu | Banova Jaruga  | Jamarica    | Janja Lipa | Růžice kompasu |